# Murina ussuriensis
Murina ussuriensis (Ognev, 1913) è un pipistrello della famiglia dei Vespertilionidi diffuso in Asia orientale.

## Descrizione

### Dimensioni
Pipistrello di piccole dimensioni, con la lunghezza della testa e del corpo tra 36 e 45 mm, la lunghezza dell'avambraccio tra 27 e 33 mm, la lunghezza della coda tra 30 e 32 mm, la lunghezza del piede di 10 mm, la lunghezza delle orecchie tra 13 e 15 mm e un peso fino a 4,5 g.

### Aspetto
La pelliccia è corta, densa, soffice e lanosa. Le parti dorsali sono bruno-rossastre, con la base dei peli scura e una banda centrale più chiara, mentre le parti ventrali sono più chiare con dei riflessi grigiastri. Il muso è stretto, allungato, con le narici protuberanti e tubulari. Gli occhi sono molto piccoli. Le orecchie sono larghe, arrotondate e ben separate tra loro. Il trago è lungo, affusolato, dritto e con un piccolo lobo alla base posteriore. Le ali sono attaccate posteriormente alla base della'artiglio dell'alluce. I piedi sono piccoli e ricoperti di peli. La coda è lunga ed inclusa completamente nell'ampio uropatagio, il quale è densamente ricoperto di peli sulla superficie dorsale. Il calcar è lungo.

## Biologia

### Comportamento
Si rifugia nelle cavità degli alberi, tra il denso fogliame, sotto le cortecce e talvolta in grotte.

### Alimentazione
Si nutre di insetti.

## Distribuzione e habitat
Questa specie è diffusa nella Siberia orientale, Penisola coreana, Sachalin, Isole Curili e nelle province cinesi della Mongolia interna, Jilin, Heilongjiang.
Vive nei boschi di conifere e nelle foreste miste di latifoglie montane.

## Tassonomia
Sono state riconosciute 2 sottospecie:
- M.u.ussuriensis: Estrema parte orientale della Siberia, Penisola coreana nord-orientale e province cinesi dello Heilongjiang, Mongolia interna e Jilin;
- M.u.katerinae (Kruskop, 2005): Sachalin meridionale e Kunašir nelle Isole Curili.

## Conservazione
La IUCN Red List, considerato il vasto areale, sebbene sia ancora soggetta alla perdita del proprio habitat, classifica M.ussuriensis come specie a rischio minimo (Least Concern)).